# 메디나
메디나 또는 마디나(아랍어: المدينة المنورة)는 사우디아라비아의 서부 헤자즈 지방에 있는 도시로, 메디나주의 주도이다. 메카 북쪽으로 약 350km 지점에 있는 성지로, 무함마드가 622년 메카에서 추방당하여 헤지라(성천)를 행한 곳으로서, 그 묘가 있다.

## 개요
2010년 현재 인구는 110만여명이며, 대추야자를 비롯한 과일·곡류의 집산·거래가 활발하다.
특기할 점으로 이 도시는 메카와 함께 무슬림이 아닌 사람의 출입이 원칙적으로 금지되어 있다는 것이다. 이를 위해 시 외곽에는 방문객을 통제하기 위한 초소가 곳곳에 설치되어 있으며, 이를 어기고 들어갔을 시 체포되어 투옥되거나 최악의 경우 사형에 처해질 수도 있다.
이곳에서 가장 유명한 것은 예언자의 모스크다. 1946년 6월 전 국왕은 전 세계 이슬람 교도에 대하여 이 모스크의 확장을 발표하고, 1955년에 완성하였다. 증축된 부분은 동서 양쪽에 각기 44개의 창을 가지고 있다. 폭은 91m, 232그루의 원주가 현관을 따라 서 있고, 70m나 되는 2개의 첨탑이 솟아 있다.

## 역사
무함마드의 헤지라 이전엔 '야스리브(يثرب)'라 불렸고 헤지라 이후에는 '예언자의 도시(ﻣﺩﯾﻨﺔ ﺍﻟﻨﺒﻲ, 마디나투 안 나비)'라고 불리게 되어 이것이 일반적으로 '도시'를 의미하는 메디나로 생략되었다. 그 외에도 빛의 도시(المدينة المنورة, 알마디나 알무나와라), 신의 사자(使者)의 도시(مدينة رسول الله, 마디나투 라술 알라) 등으로도 불린다.
메카와 달리 오아시스 도시로서 야자수와 곡물이 재배되어 이들 농산물이 외부에 나가게 되었다. 사회의 구성은 메카보다 복잡하여 아랍족으로서 카브라지족과 아우스족이 있었고 그 외에 세 종족으로 나뉜 유대교도가 있었다. 무함마드의 '헤지라'에 앞서 아우스족 대부분과 카즈라지족 일부가 서로 싸웠으므로, 무함마드는 이 분쟁에 대한 조정자로서 또한 예언자로서 메디나에 초빙되어, 이 두 종족을 이슬람의 결합 원리에 의하여 통일·연합시켰다. 이 연합은 불안정한 것이었으나 마호메트군(軍)의 메카 약탈에 의하여 메디나 경제가 윤택해져서 이슬람을 지지하게 되었다.
무함마드가 죽은 뒤에도 '정통(正統) 칼리파' 시대의 수도였다. 정치의 중심이 다른 곳으로 옮겨간 뒤부터 이곳은 하디스 학문 형성이 중심이 되었다.

## 기후
| 메디나 (1991년~2020년)의 기후         | 메디나 (1991년~2020년)의 기후 | 메디나 (1991년~2020년)의 기후 | 메디나 (1991년~2020년)의 기후 | 메디나 (1991년~2020년)의 기후 | 메디나 (1991년~2020년)의 기후 | 메디나 (1991년~2020년)의 기후 | 메디나 (1991년~2020년)의 기후 | 메디나 (1991년~2020년)의 기후 | 메디나 (1991년~2020년)의 기후 | 메디나 (1991년~2020년)의 기후 | 메디나 (1991년~2020년)의 기후 | 메디나 (1991년~2020년)의 기후 | 메디나 (1991년~2020년)의 기후 |
| 월                                    | 1월                           | 2월                           | 3월                           | 4월                           | 5월                           | 6월                           | 7월                           | 8월                           | 9월                           | 10월                          | 11월                          | 12월                          | 연간                          |
| ------------------------------------- | ----------------------------- | ----------------------------- | ----------------------------- | ----------------------------- | ----------------------------- | ----------------------------- | ----------------------------- | ----------------------------- | ----------------------------- | ----------------------------- | ----------------------------- | ----------------------------- | ----------------------------- |
| 역대 최고 기온 °C (°F)                | 33.2 (91.8)                   | 36.6 (97.9)                   | 40.0 (104.0)                  | 43.0 (109.4)                  | 46.0 (114.8)                  | 48.1 (118.6)                  | 49.0 (120.2)                  | 48.5 (119.3)                  | 46.4 (115.5)                  | 43.5 (110.3)                  | 37.1 (98.8)                   | 33.0 (91.4)                   | 49.0 (120.2)                  |
| 일평균 최고 기온 °C (°F)              | 24.4 (75.9)                   | 27.0 (80.6)                   | 30.8 (87.4)                   | 35.5 (95.9)                   | 39.7 (103.5)                  | 43.0 (109.4)                  | 43.0 (109.4)                  | 43.8 (110.8)                  | 42.3 (108.1)                  | 37.3 (99.1)                   | 30.4 (86.7)                   | 26.0 (78.8)                   | 35.3 (95.5)                   |
| 일일 평균 기온 °C (°F)                | 18.3 (64.9)                   | 20.7 (69.3)                   | 24.4 (75.9)                   | 28.9 (84.0)                   | 33.3 (91.9)                   | 36.6 (97.9)                   | 36.8 (98.2)                   | 37.4 (99.3)                   | 35.9 (96.6)                   | 30.7 (87.3)                   | 24.3 (75.7)                   | 20.0 (68.0)                   | 28.9 (84.1)                   |
| 일평균 최저 기온 °C (°F)              | 12.1 (53.8)                   | 14.1 (57.4)                   | 17.4 (63.3)                   | 21.7 (71.1)                   | 25.9 (78.6)                   | 29.0 (84.2)                   | 29.8 (85.6)                   | 30.5 (86.9)                   | 28.6 (83.5)                   | 23.5 (74.3)                   | 18.0 (64.4)                   | 14.0 (57.2)                   | 22.1 (71.7)                   |
| 역대 최저 기온 °C (°F)                | 1.0 (33.8)                    | 1.4 (34.5)                    | 7.0 (44.6)                    | 11.5 (52.7)                   | 14.0 (57.2)                   | 21.7 (71.1)                   | 22.0 (71.6)                   | 23.0 (73.4)                   | 18.2 (64.8)                   | 11.6 (52.9)                   | 5.0 (41.0)                    | 3.0 (37.4)                    | 1.0 (33.8)                    |
| 평균 강수량 mm (인치)                 | 8.6 (0.34)                    | 3.0 (0.12)                    | 5.3 (0.21)                    | 6.5 (0.26)                    | 4.5 (0.18)                    | 0.2 (0.01)                    | 1.3 (0.05)                    | 3.9 (0.15)                    | 0.3 (0.01)                    | 5.2 (0.20)                    | 13.9 (0.55)                   | 7.0 (0.28)                    | 59.7 (2.35)                   |
| 평균 강수일수 (≥ 1.0 mm)              | 0.9                           | 0.3                           | 0.6                           | 0.9                           | 0.8                           | 0.1                           | 0.2                           | 0.6                           | 0.1                           | 0.8                           | 1.4                           | 0.8                           | 7.4                           |
| 평균 상대 습도 (%)                    | 38                            | 31                            | 25                            | 32                            | 17                            | 12                            | 14                            | 16                            | 14                            | 19                            | 32                            | 38                            | 24                            |
| 출처: 세계기상기구, 지다 지역기후센터 |                               |                               |                               |                               |                               |                               |                               |                               |                               |                               |                               |                               |                               |

## 교통

### 항공
프린스 모하메드 빈 압둘라지즈 공항